# Список предстоятелей Критской православной церкви
Список предстоятелей Критской православной церкви, которая в настоящее время имеет статус полуавтономной в составе Константинопольского патриархата.

## Первый римско-византийский период
- апостол Тит (55/64 — 105 ?)
- Артема
- Филипп (ок. 160/170 — 180/192)
- Диоскор (?)
- Криск (упом. 256)
- Кирилл (ум.  23 февраля 303 — 1 мая 305)
- Мирон (ум. ок. 350)
- Петр (?)
- Павел I (?)
- Иконий (упом. 431)
- Мартирий (упом. 451)
- Феодор (упом. 553)
- Иоанн I (упом. 597)
- Павел II (упом. 667)
- Евмений I (ум. ок. 668)
- Василий I (упом. 680 — упом. 692)
- Андрей Критский (692/711 — ок. 726/740)
- Илия I (упом. 787)
- Иоанн II
- Стефан I
- Никита I
- Никита II

## Арабский период
Архиереи вынужденно находись вне Крита
- Василий II (823—828?)
- Василий III (упом. 879)
- Илия II (между 920—961)

## Второй византийский период
- Андрей II (ок. 1000)
- Никита III
- Стефан II (упом. 1028)
- Иоанн III (1166—1172?)
- Лев
- Михаил
- Константин I
- Илия III
- Василий IV
- Константин II
- Николай I (упом. 1204)
- Иоанн IV
- Мануил I
- Мануил II
- Николай II (ок. 1200 — после 1224)

## Венецианский период
архиереи были изгнаны с острова католическими властями
- Никифор I (Мосхопул) (после 1285—1322)
- Макарий (упом. 1357)
- Анфим (ум. 1371)
- Игнатий (упом. 1381)
- Прохор (упом. 1410)
- Паисий (упом. 1439)
- Велисарий (упом. 1499)

## Османский период
- Неофит (Пателлар) (1646—1679)
- Никифор II (Скотакиc) (1679—1683)
- Каллиник I (1683—1685?)
- Арсений I (1687—1688)
- Афанасий (Каллиполитиc) (1688—1697)
- Каллиник II (1697—1699)
- Арсений II (1699 — ок. 1701)
- Иоасаф I (1702 — ок. 1710)
- Константин (Халкиопулос) (1711—1716)
- Герасим I Киссамский (1716—1718)
- Константин (Халкиопулос) (7 декабря 1718—1722) 2-й раз
- Даниил Рефимнский (1722—1725)
- Герасим II (Летицис) (1725 — 2 января 1756)
- Анфим (2 января 1756 — 6 февраля 1756)
- Герасим III Хиосский (6 февраля 1756 — июль 1769)
- Захария (Маридакис) (июль 1769 — май 1786)
- Максим (Прояннакопулос) (19 мая 1786 — 4 мая 1800)
- Герасим IV (Пардалис) (1800 — 6 июля 1821)
- Мефордий Карпафский (1823)
- Каллиник III Анхиалский (март/апрель 1823—1830)
- Мелетий I (Николетакис) (январь/февраль 1831—1839)
- Порфирий (Фотиадис) (август — 21 сентябрь 1839)
- Каллиник IV (Гаргаладос) (сентябрь/октябрь 1839 — 24 февраля 1842)
- Каллиник V (Хугиас) (13 марта 1842—1843)
- Хрисанф Лесбосский (декабрь 1843//январь 1844 — 5 сентября 1850)
- Софроний Эносский (5 сентябрь 1850 — декабрь 1850/январь 1851)
- Дионисий I Византионский (декабрь 1850/январь 1851 — 9 сентября 1856)
- Иоанникий (Ксефлудис) (9 сентября 1856—1858)
- Дионисий II (Харитонидис) (7 августа 1858 — 28 ноября 1868)
- Мелетий II (Кавасилас) (28 ноября 1868 — 5 декабря 1874)
- Софроний II (Христидис) (5 декабря 1874 — 21 июня 1877)
- Мелетий II (Кавасилас) (21 июня 1877 — 25 августа 1882) 2-й раз
- Тимофей I (Кастринояннакис) (2 октября 1882 — 2 марта 1897)

## Современный (греческий) период
- Евмений II (Ксирудакис) (24 мая 1898 — 14 апреля 1920)
- Тит II (Зографидис)[греч.] (7 марта 1922 — 25 апреля 1933)
- Тимофей II (Венерис) (22 июля 1933 — январь 1941)
- Василий V (Маркакис) (8 апреля 1941 — январь 1950)
- Евгений I (Псалидакис) (23 мая 1950 — 28 февраля 1967)

### Архиепископы
- Евгений I (Псалидакис) (28 февраля 1967 — 7 февраля 1978)
- Тимофей III (Папуцакис) (10 марта 1978 — 26 июля 2006)
- Ириней (Афанасиадис) (30 августа 2006 — 2 декабря 2021)
- Евгений II (Антонопулос) (с 11 января 2022)